# 塚原愛
塚原 愛（つかはら あい、1976年〈昭和51年〉5月24日 - ）は、NHKのアナウンサー。

## 人物
東京都出身。関東国際高等学校、上智大学外国語学部フランス語学科卒業。2000年入局。

## 嗜好・挿話
- 4歳から10歳までオーストラリア在住経験がある[2]。
- 大阪局ではスポーツ関係の担当もあった。東京に転勤してからは主にバラエティ番組・情報番組の担当となる。2005年には『爆笑オンエアバトル』で番組初の女性司会者に起用された。松山放送局勤務を経て2013年に東京アナウンス室へ復帰[3]。
- 家族は夫と1男1女[3]。2015年には育児のために同年4月からリポーターを担当した『あさイチ』を3か月で降板している[4]。

## 出演
☆印は現在出演（担当）中。

### 岡山放送局（2000年度 - 2001年度）
- 岡山のニュース・気象情報
- きびきびワイド610（2001年4月 - 2002年3月）

### 大阪放送局（2002年度 - 2003年度）
- ニュースかんさい発 - スポーツコーナー（2002年4月 - 2003年3月）
- ぐるっと関西おひるまえ（2003年度）

### 東京アナウンス室（1度目、2004年度 - 2009年度）
- アテネオリンピック - 東京スタジオキャスター
- 爆笑オンエアバトル（2005年度・2006年度）
- BEAT MOTION（2005年度）
- 名作平積み大作戦
- アインシュタインの眼（2007年1月 - 2010年3月）
- Shibuya Deep A（2007年2月9日 - 2010年3月19日）
- 第21回参議院議員通常選挙開票速報（総合など、2007年7月29日）
- NHK週刊ニュース（2007年8月18日） - 山本美希キャスターの代理
- 第58回NHK紅白歌合戦（2007年12月31日） - ラジオ司会
- 第59回NHK紅白歌合戦（2008年12月31日） - 日本人ブラジル移住100周年を記念してサンパウロのリベルダーデから中継
- 着信御礼!ケータイ大喜利（2008年9月6日）
- 新春テレビ放談（2009年1月4日、2010年1月3日） - 司会
- 坂の上の雲 明治の夢・歴史の今（総合、2009年10月 - 12月）
- お好み寄席（2009年度）
- NHKニュース (午後5時)
- NHKニュース7 - ニュースリーダー
- 海外安全情報（NHKワールド）

### 松山放送局（2010年度 - 2012年度）
- 生中継 ふるさと一番!（総合、2010年9月15日 - 16日）
- 俳句王国（BS2 → 2011年度・Eテレ） - 司会
- 四国羅針盤「巨大地震 四国はどう備えるか」（2011年4月1日）
- 金魚倶楽部（2011年8月27日・第6話直後） - 神田愛花の代理でスタジオトークの進行
- スタジオパークからこんにちは（2012年2月28日・29日・3月2日） - 青山祐子産休取得時の司会代行
- 俳句王国がゆく（Eテレ、2012年4月 - 2013年3月 ※月1回放送） - 司会
- おはようえひめ （総合、2012年4月 - 2013年3月） - キャスター
- 四県対抗しこクイズ（総合、2012年4月13日・2013年1月18日）

### 東京アナウンス室（2度目、2013年度 - 2023年度）
- SONGS（不定期）
- 特ダネ!投稿DO画
- エデュカチオ!（2014年4月 - 2015年3月）
- あさイチ（2014年4月8日 - 2015年6月） - 応援アナ→リポーター
- ワイルドライフ 第162回（BSプレミアム、2014年4月14日）
- 「名曲のかたわらに サハシあり」〜ギタリスト佐橋佳幸・30周年記念公演〜（BSプレミアム、2014年12月2日）
- どーも、NHK（2016年4月 - 2017年3月）
- Nスペ5min. 縮小ニッポンの衝撃（2016年9月24日）
- うまいッ!（2017年4月9日 - ） - 司会☆
- ごごナマ 金曜第3部・ごごウタ（2017年4月 - 2021年3月12日） - 司会
- NHKスペシャル カラーでよみがえる東京-不死鳥都市の100年-（不定期） - ナレーション）☆
- チコちゃんに叱られる!（2018年4月7日 - ）[5] - キャスター／リポーター／情報プレゼンター☆
- 明日をまもるナビ（2021年4月4日 - 2024年3月） - キャスター☆
- 5夜連続生放送 春よ、来い！ -司会（2022年3月31日・4月1日）
- FIFAワールドカップ2022
  - デイリーハイライト（2022年11月25日） - アシスタント

### NHK財団（2024年度 - ）
- チコちゃんに叱られる!（2018年4月7日 - ）[5] - キャスター／リポーター／情報プレゼンター☆
- 3か月でマスターする数学（2024年6月26日 - ）[6] - MC☆